# Six chansons françaises

Les Six chansons françaises sont un cycle de mélodies composé par Germaine Tailleferre sur des textes français du XVe siècle au XVIIIe siècle.

## Histoire
En 1929 la cantatrice Jane Bathori, amie de Germaine Tailleferre, la pousse à composer des mélodies. Pour ce premier recueil, elle choisit des poèmes anciens qui tournent tous autour de l'amour, et chaque mélodie est dédiée à une de ses amies,. Les mélodies sont achevées en août 1929.
La version pour soprano et orchestre est créée par Gabrielle Ritter-Ciampi et l'Orchestre symphonique de Paris dirigé par Pierre Monteux le 6 mars 1930 à la salle Pleyel. La version pour soprano et piano est interprétée par Suzanne Peignot le 2 septembre 1930 à Liège. Les Six chansons françaises sont publiées en 1930 chez Heugel.
Ces poèmes abordent tous des malheurs ou des situations difficiles vécues par les femmes, en particulier des difficultés amoureuses ou maritales, prenant pour sujet la condition féminine. Ces mélodies sont ainsi considérées comme l'œuvre la plus féministe de Germaine Tailleferre, et ont fait l'objet d'analyses qui rapprochent les poèmes choisis de faits biographiques. Ainsi, en juin 1929, son mari, le caricaturiste américain Ralph Barton, lui tire dessus alors qu'elle est enceinte. Bien que non touchée, elle fait une fausse-couche. Le divorce suit peu après, et son ex-mari se suicide en 1931. Ce drame a pu inspirer un choix de textes significatifs.

## Six chansons françaises

### Non, la fidélité…
Texte de Gabriel-Charles de Lattaignant, mélodie dédiée à Denise Bourdet. Elle est publiée en tant que supplément du Ménestrel le 6 janvier 1938.

### Souvent un air de vérité
Texte de Voltaire, mélodie dédiée à Charlotte Taillefesse (Taillefesse est le vrai nom de famille de Germaine Tailleferre).

### Mon mari m'a diffamée
Anonyme (XVe siècle), mélodie dédiée à Delphine Boutet de Monvel (épouse du peintre Bernard Boutet de Monvel).

### Vrai Dieu, qui m'y confortera
Anonyme (XVe siècle), mélodie dédiée à Marie-Blanche de Polignac (fille de Jeanne Lanvin).

### On a dit mal de mon ami
Anonyme (XVe siècle), mélodie dédiée à Marianne Singer (cousine de Jean Cocteau).

### Les trois présents
Texte de Jean-François Sarrasin, mélodie dédiée à Suzanne Peignot.

## Discographie
- Maria Lagios (voix) et Elizabeth Buccheri (piano), Songs of Les Six, Cadenza Classics, 2002.
- Carole Bogard (voix) et John Moriarty (piano), A Century of French Songs, Parnassus, 2013.
- Claire Gouton (voix) et Cristina Ariagno (piano), Tailleferre: Musique pour Piano, Harpe, Chant, Nuova Era Internazionale, 2013.